# Olga P. Berthelsen
Olga P. Berthelsen (født 7. juli 1962) er en grønlandsk sygeplejerske og politiker fra Inuit Ataqatigiit. Hun har været formand for Grønlands sygeplejerskeorganisation Peqqissaasut Kattuffiat 2015-2016. Hun er nu ministersekretær i Departementet for Finanser og Skatter i Grønlands Landsstyre.